# Johann Oischinger
Johann Nepomuk Paul Oischinger (* 13. Mai 1817 in Wittmannsberg; † 11. Dezember 1876 in München) war ein deutscher katholischer Theologe und Philosoph.

## Leben
Oischinger studierte Theologie in München. Zu seinen Lehrern gehörten Franz von Baader, Joseph Görres, Friedrich Wilhelm Joseph Schelling, Ignaz von Döllinger, Heinrich Klee, Johann Adam Möhler und Franz Xaver Reithmayr. 1841 wurde er in Regensburg ordiniert. Bald zurück in München, blieb er zeit seines Lebens Privatgelehrter und Journalist.
Johann Oischinger starb 1876 im Alter von 59 Jahren in München.

## Grabstätte

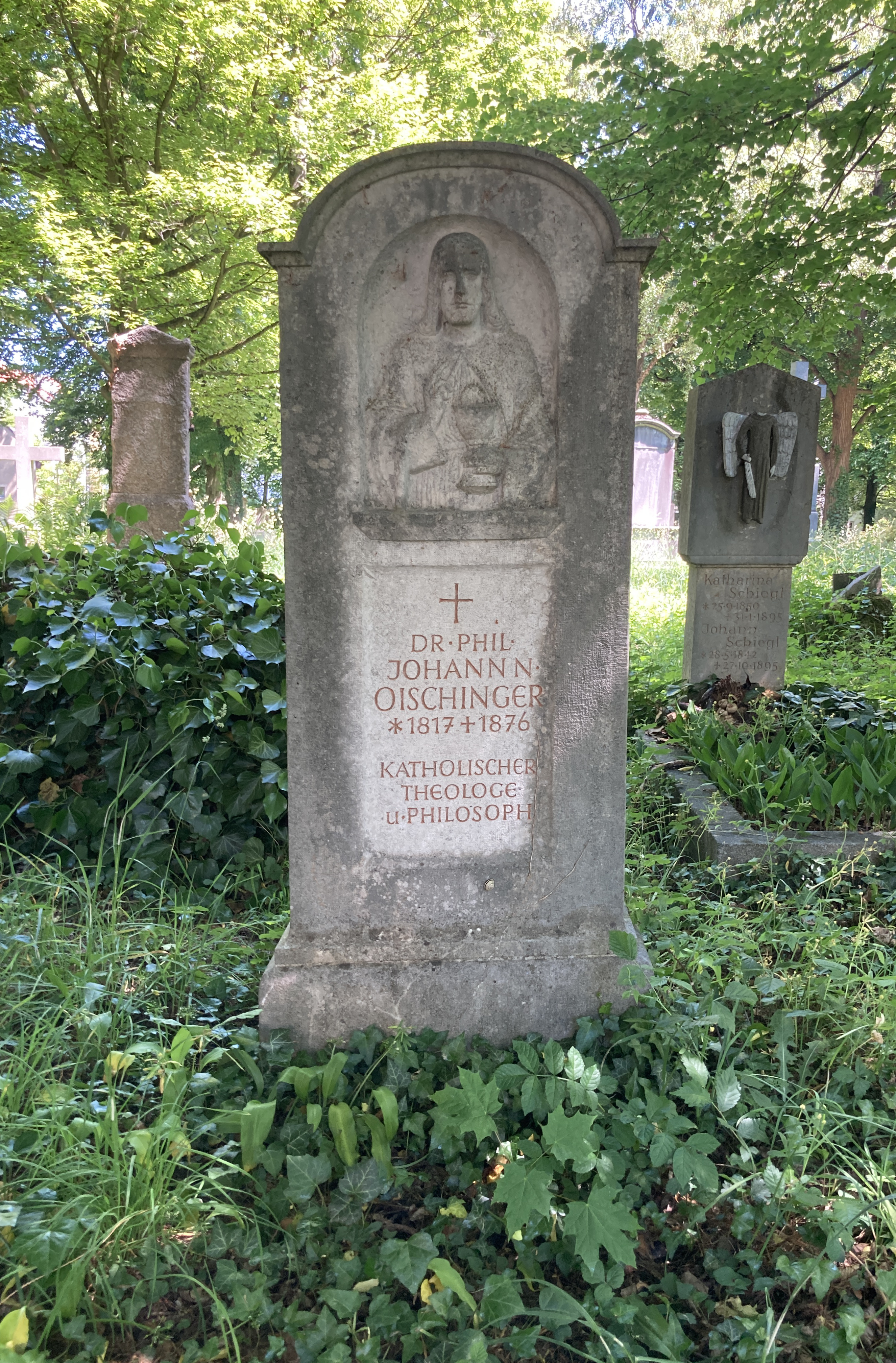
Grab von Johann Oischinger auf dem Alten Südlichen Friedhof in München

Die Grabstätte von Johann Oischinger befindet sich auf dem Alten Südlichen Friedhof in München (Gräberfeld 6 - Reihe 12 - Platz 7) Standort.

## Theologie
Sein Ziel war die Überwindung der seiner Meinung nach fehlerhaften mittelalterlichen Scholastik, die er durch ein neues philosophisches System und die wissenschaftliche Auseinandersetzung mit der katholischen Glaubenslehre erreichen wollte. Mittelalterliche Lehren griff er in mehreren Werken an, ebenso zeitgemäße Strömungen wie den Güntherianismus und die Neuscholastik. Seine Kritik an Thomas von Aquin (siehe Abschnitt Werke) wurde vom Vatikan indiziert.

## Werke (Auswahl)
- Philosophie und Religion, 1849
- Grundriss zum Systeme der christlichen Philosophie, Straubing 1852
- Die Günther'sche Philosophie. Mit Rücksicht auf die Geschichte und das System der Philosophie, sowie auf die christliche Religion dargestellt und gewürdigt, Schaffhausen 1852
- Apologie der christlichen Philosophie gegen Dr. Denzinger, 1854
- Die speculative Theologie des heiligen Thomas von Aquin, des englischen Lehrers, in den Grundsätzen systematisch entwickelt, Landshut 1858
- Die Einheitslehre der göttlichen Trinität, 1869